# Jean Le Féron
Jean Le Féron (Compiègne, 1504 – 1570 körül) francia író, heraldikus. 
A párizsi parlament (azaz önkormányzat) jogásza volt. A nemesség és a heraldika különféle területeivel foglalkozott, mely témában számos könyvet írt.

## Legfontosabb művei
- De la Primitive Institution des roys héraultz et poursuivans d'armes (Paris, 1555)
- Le Simbol Armorial des Armoiries de France et d'Escoce et de Lorraine (Paris, 1555)
- Catalogue des très illustres Ducz et Connestables de France (Paris, 1555)
- Catalogue des noms, surnoms, faits et vies des Connestables, Chanceliers, etc., javított és bővített kiadás Claude Morel által (Paris, 1598)
- Les Armoiries des Connestables, Grands Maîtres, Chanceliers, etc., javított és bővített kiadás Claude Morel, királyi nyomdász által (Paris, 1628);
- Histoire des Connestables, Chanceliers et Gardes des sceaux, etc., bővített kiadás Denys Godefroy által (Paris, 1658)

## Galéria

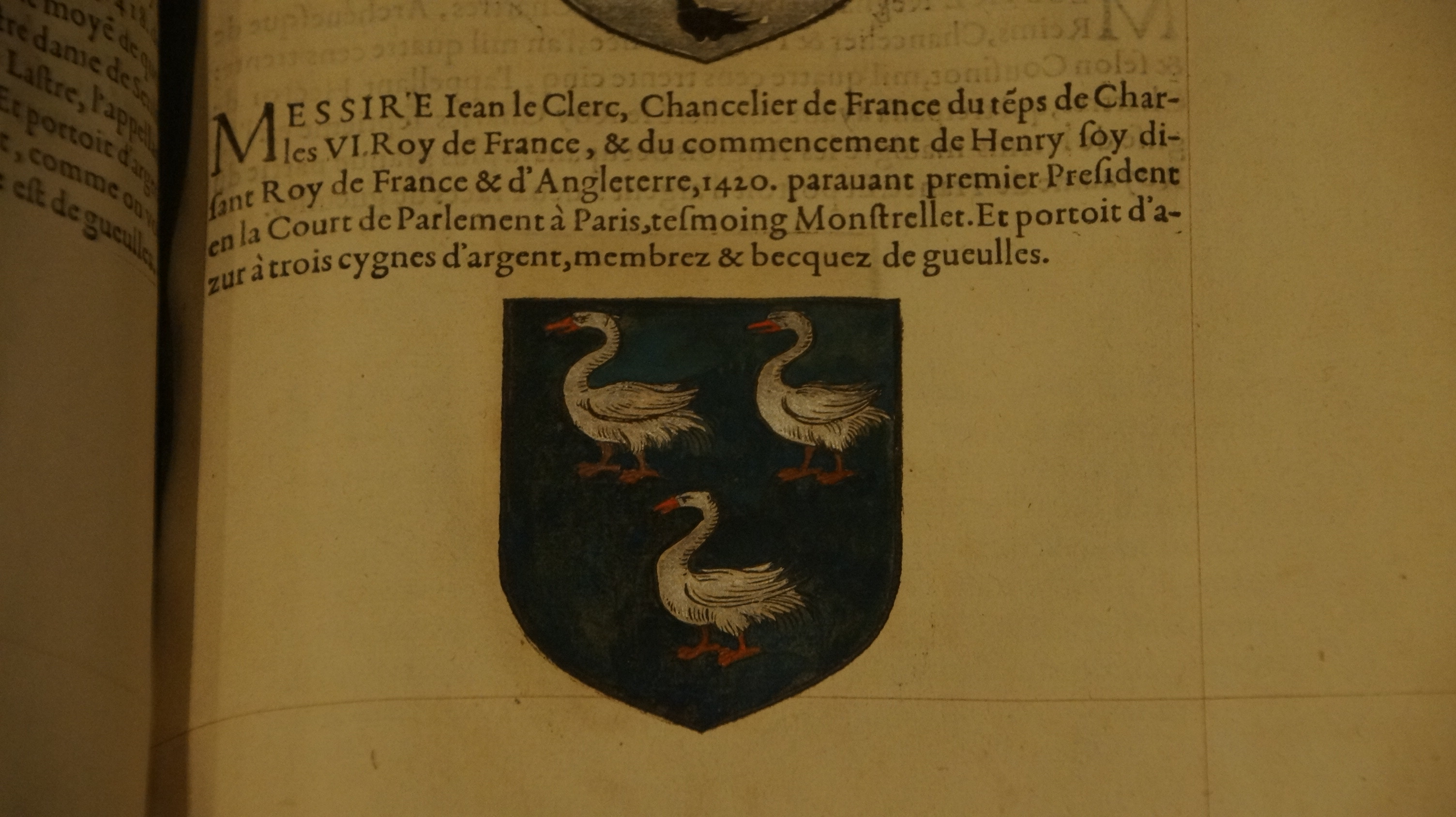
Iean le Clerc
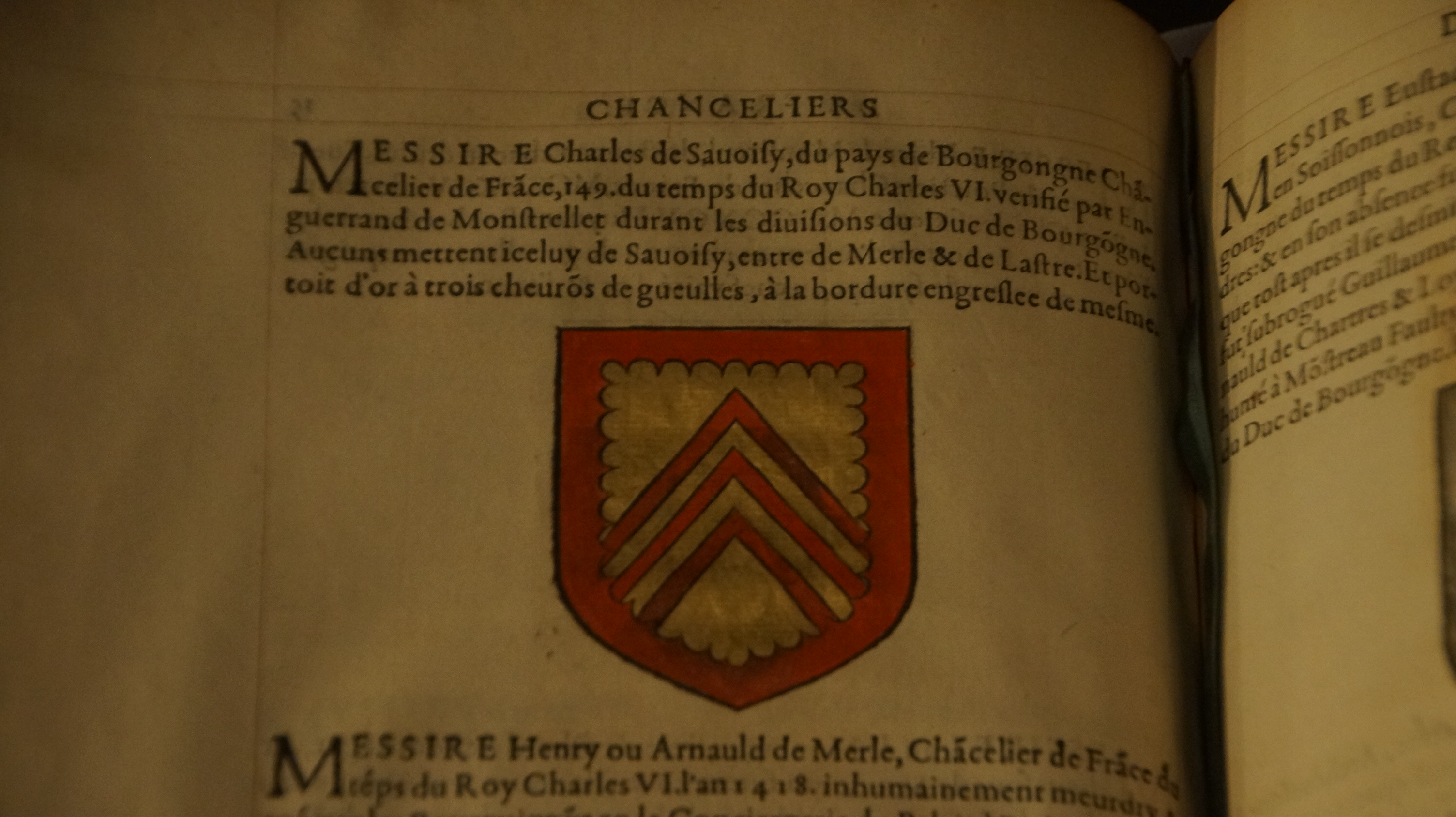
Charles de Sauoisy
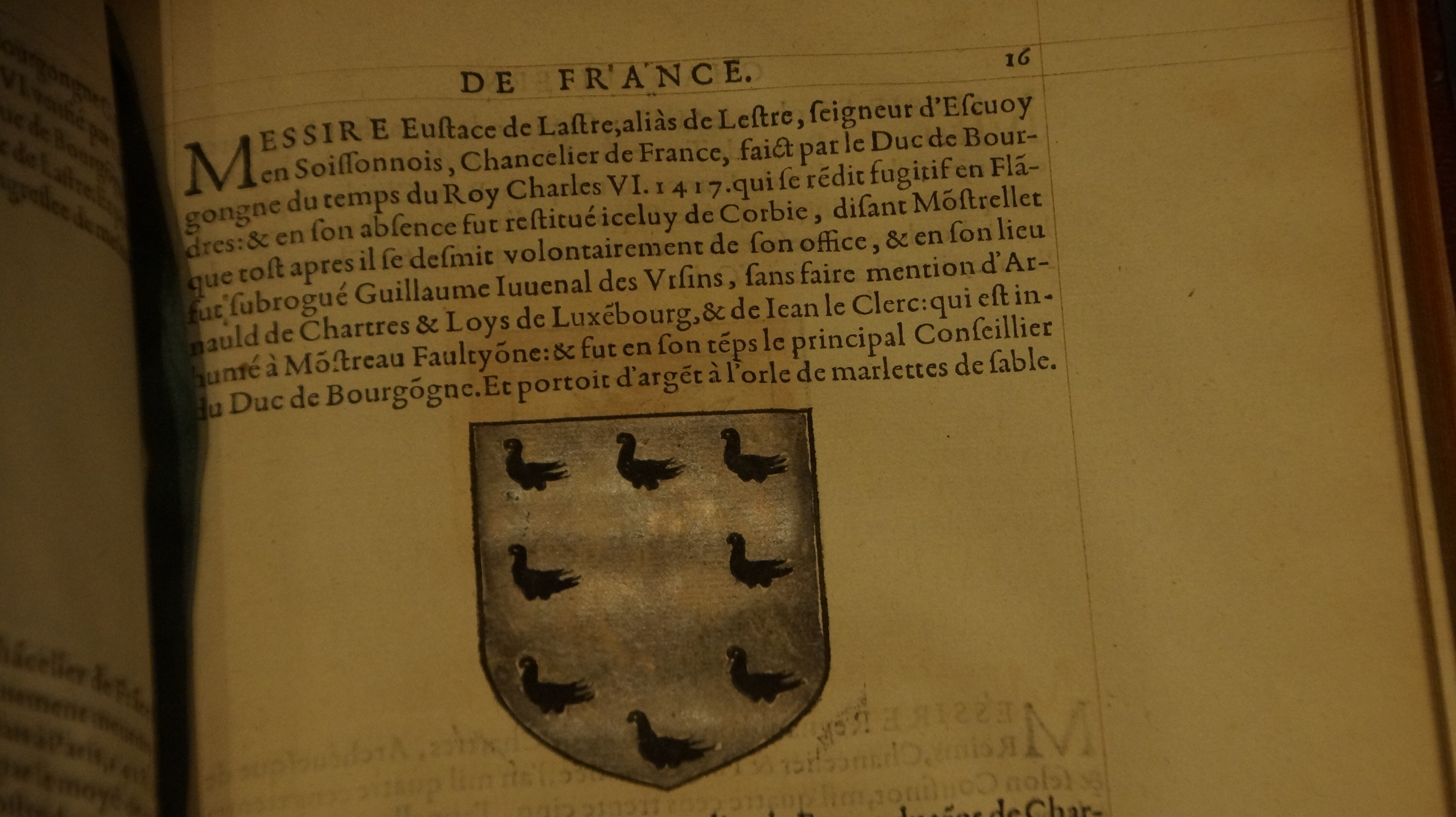
Eustace de Lastre
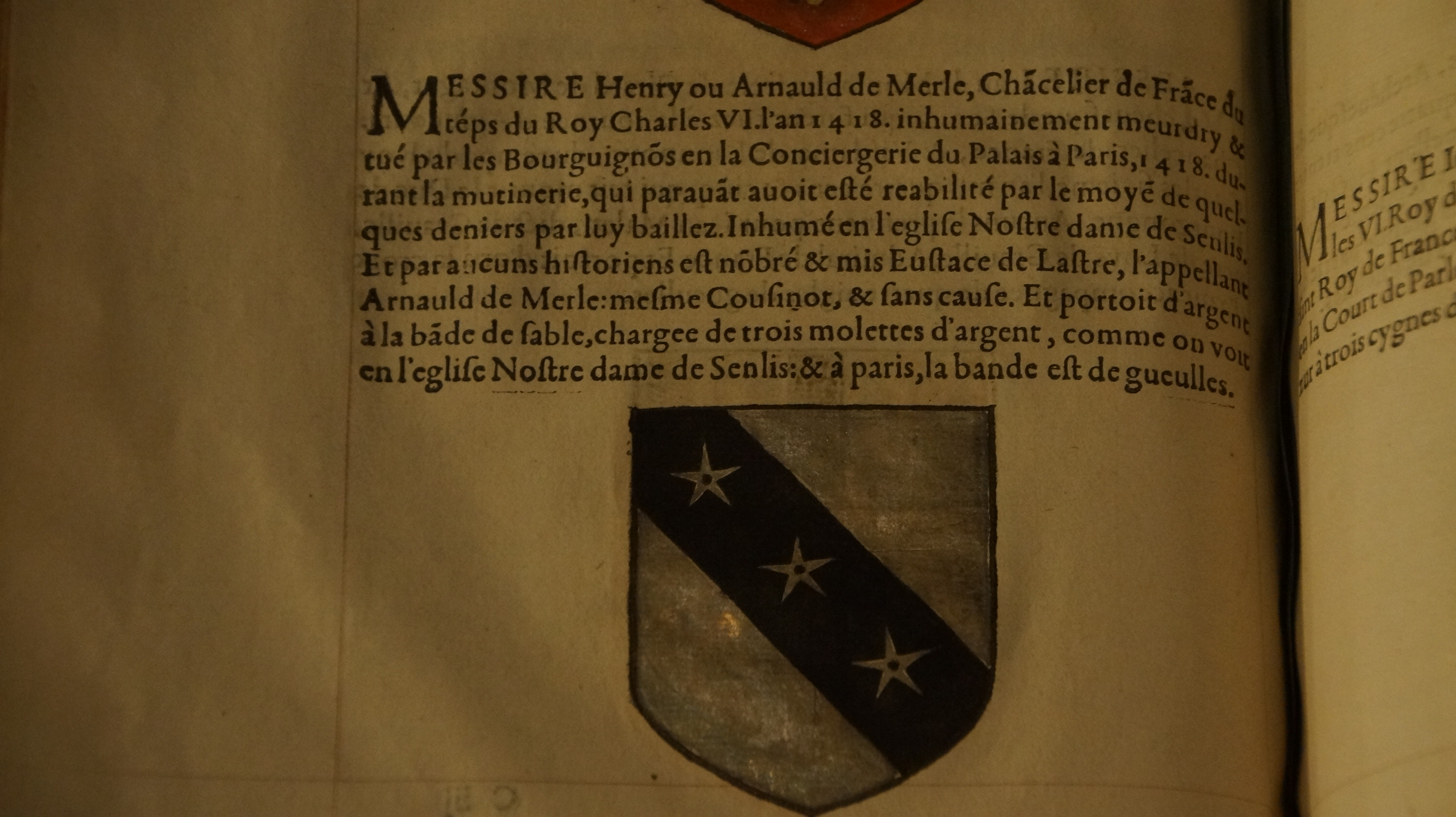
Henry/Arnauld de Merle

## Kapcsolódó szócikk
- Francia költők, írók listája